# Guarda quante stelle/Adios amor
Guarda quante stelle/Adios amor è un singolo della cantante italiana Nada pubblicato nel 1992 dalla casa discografica RCA

## Descrizione
La cantante aveva partecipato al Festival di Sanremo 1987 con il brano Bolero arrivando ultima in classifica, dunque decide di prendersi 4 anni di pausa. Nel 1992 ritorna in sala d'incisione con l'album L'anime nere nel quale viene estratto il singolo Guarda quante stelle/Adios amor che non otterrà grande successo.
Di entrambi i brani sono stati girati dei videoclip.

## Tracce
1. Guarda quante stelle (Di Nada Malanima e Hipnos)
2. Adios amor (Di Gerry Manzoli, Nada Malanima e Hipnos)